# Aynur Imanova
Aynur Imanova (ur. 7 grudnia 1988 w Baku) – azerska siatkarka, grająca na pozycji środkowej, reprezentantka kraju.

## Sukcesy
Złota Liga Europejska:
- 2016[3]

Puchar CEV:
- 2014[4], 2016[5]

Puchar Challenge:
- 2011[6]

Mistrzostwa Azerbejdżanu:
- 2018, 2022, 2023
- 2007, 2008, 2009, 2011, 2012, 2014, 2017

Puchar Azerbejdżanu:
- 2010[8]